# I'll Be Fine (Molly Pettersson Hammar)
I'll Be Fine är en låt av svenska sångerskan Molly Pettersson Hammar. Låten skrevs av Hammar själv, Lisa Desmond, Tim Larsson, Tobias Lundgren och Gavin Jones. Den deltog i Melodifestivalen 2015 men slogs ut i den första semifinalen.